# Ademaro de Lamare
Adhemaro de Lamare (Rio de Janeiro, 25 de setembro de 1886 – Rio de Janeiro, 19 de novembro de 1928) foi um futebolista brasileiro que atuou como meio-campista.
Foi jogador do Botafogo, tendo atuado no primeiro jogo disputado pelo clube. O amistoso, contra o Football and Athletic Club, no dia 2 de outubro de 1904, no campo do adversário, terminou com a derrota do estreante por 3–0.
A escalação do Botafogo era Flávio Ramos, Victor Faria e João Leal; Basílio Viana, Octávio Werneck e Ademaro De Lamare; Norman Hime, Itamar Tavares, Álvaro Soares, Ricardo Rego e Carlos Bittencourt.
Ele se formou em medicina em 1905, pela Escola Militar.
Ademaro era irmão de Rolando, Abelardo e Oswaldo de Lamare, todos jogadores que atuaram no Botafogo entre 1904 e 1916.